# Atarba minuticornis
Atarba minuticornis là một loài ruồi trong họ Limoniidae. Chúng phân bố ở miền Cổ bắc.